# ژولیان دووال
ژولیان دووال (فرانسوی: Julien Duval‎؛ زادهٔ ۲۷ مهٔ ۱۹۹۰) دوچرخه‌سوار اهل فرانسه است.
از باشگاه‌هایی که در آن رکاب زده‌است می‌توان به روبه–لیل متروپول، تیم دوچرخه‌سواری آرمی دو تر، و آژ۲آر لا موندیال اشاره کرد.